# Patrick Motsepe
Patrick Motsepe (sinh ngày 2 tháng 3 năm 1983) là một cầu thủ bóng đá người Botswana từng thi đấu cho Đội tuyển bóng đá quốc gia Botswana. 
Motsepe thi đấu ở vị trí tiền vệ trung tâm cho câu lạc bộ địa phương BDF XI.